# Александро-Невский собор (Егорьевск)
Алекса́ндро-Не́вский храм — православный храм в городе Егорьевске Московской области, центральный храм Егорьевского благочиния. Построен в 1897 году в память об избавлении от смерти императора Александра II во время покушения на него.

## История

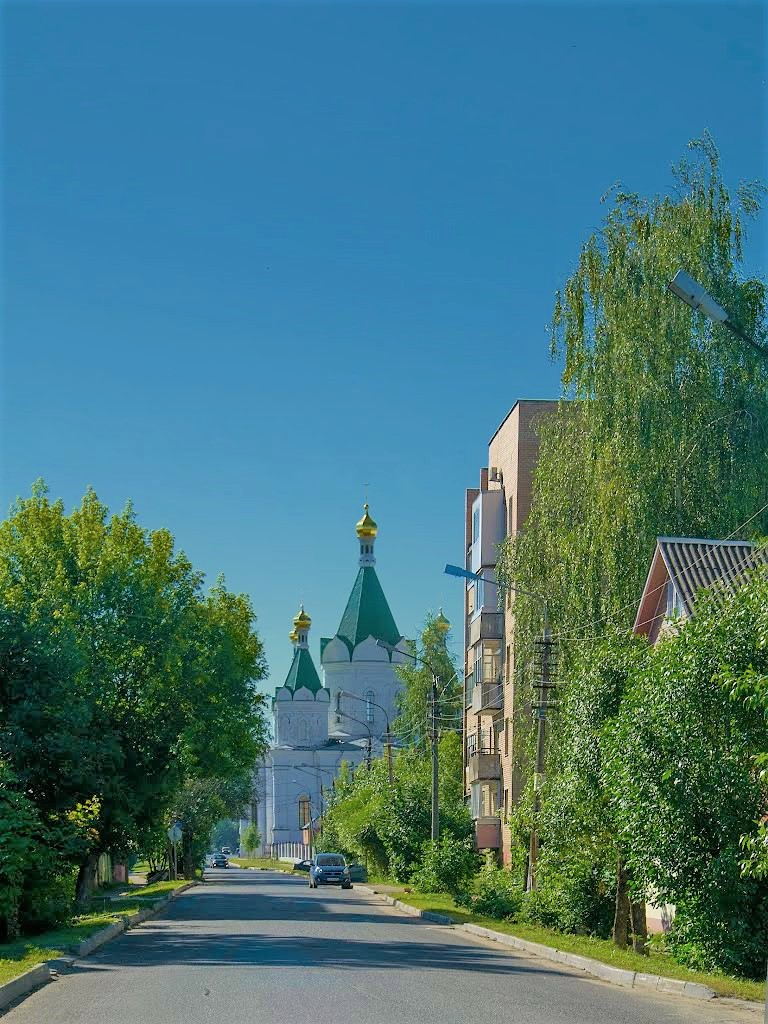
Александро-Невский собор в Егорьевске. Вид со стороны улицы

Решение о строительстве новой церкви в Егорьевске было принято на общегородском собрании в Городской думе 18 июня (1 июля) 1877 года. На этом же собрании была создана комиссия по строительству церкви, в которую вошли Алексей, Давид и Герасим Хлудовы, Ф. В. Карцов, В. И. Макарьев, соборный староста Л. А. Фролов, П. И. Смирнов, Т. С. Князев, Х. В. Герасимов и А. П. Васильев. Председателем комиссии единогласно был избран городской голова Никифор Михайлович Бардыгин, который первый внес на строительство храма три тысячи рублей.
В 1881 году в Духовную консисторию были представлены чертежи храма, который Никифор Михайлович предложил возвести во имя святого благоверного великого князя Александра Невского — небесного покровителя императора Александра II, в память избавления его от покушения 2 (15) апреля 1879 года. Проект храма был выполнен московским архитектором А. С. Каминским по заказу Н. М. Бардыгина. Пока шла подготовка к строительству храма, в 1881 году на улице Широкой возвели часовню во имя св. Александра Невского.
В 1882 году был совершен чин закладки храма св. Александра Невского. По распоряжению Егорьевского градоначальника Н. М. Бардыгина храм начал строиться на средства города, доходы городского банка, на суммы попечителей Успенского собора и добровольные пожертвования купцов, фабрикантов и жителей города. Егорьевский купец-фабрикант, бывший городской голова Давид Иванович Хлудов отдал все свои сбережения на строительство новой церкви и умер в нищете 4 (17) апреля 1886 года.
По заказу Н. М. Бардыгина настенная роспись в храме была сделана под руководством палехских мастеров Сафоновых. Все стены были расписаны красивым орнаментом, среди которого расположились библейские сюжеты и изображения святых. До своего закрытия храм отличался золотистым колоритом и нарядным убранством. Впечатляли массивные, художественно выполненные паникадила, изготовленные в Москве мастером Захряпиным, а также подсвечники, хоругви и лампады.
1 (14) октября 1897 года епископ Рязанский и Зарайский Мелетий (Якимов) совершил Великое освящение храма.
Проект И. Т. Барютина по строительству колокольни и расширению храма Святого Александра Невского
Начатое дело по строительству храма архитектора А. С. Каминского продолжил его ученик, московский архитектор Иван Тимофеевич Барютин. По просьбе мануфактур-советника М. Н. Бардыгина И. Т. Барютин сделал проект трехъярусной колокольни высотой 67 метров и проект по расширению храма. В 1907 году началось строительство колокольни. Возведенная в 1914 году колокольня придала церкви законченный вид.
Проект И. Т. Барютина по расширению храма остался невыполненным в связи с трагическими для православного мира событиями 1917 года.
С 1934 по 1935 года в Александро-Невском храме алтарницей была монахиня Евгения (Лысова), репрессированная и скончавшаяся в ссылке. Определением Священного Синода от 15 апреля 2008 года монахиня Евгения причислена к лику святых новомучеников и исповедников Российских.
23 апреля 1941 года вышло решение исполнительного комитета Мособлсовета: «Александро-Невскую церковь закрыть, а здание переоборудовать под кинотеатр». Церковь закрыли, но под клуб не переоборудовали. Храм был полностью разорён и разграблен.
Первое пасхальное богослужение после открытия храма в 1946 году
После долгой переписки в 1945 году церковь вернули прихожанам. Весной 1946 года двери храма вновь открылись для верующих. Его настоятелем был назначен протоиерей Иоанн Ковальский. В день праздника святой Пасхи 1946 года состоялось первое богослужение.
В 1962 году исполнительным комитетом областного Совета депутатов трудящихся в Егорьевске был отменен колокольный звон. В то же время были запрещены крестные ходы. Но внутри храма жизнь продолжалась. После открытия в нём был образован хор, регентом которого был С. С. Холмогоров.
С 1965 года и на протяжении нескольких лет в дни престольных праздников в храме служил митрополит Крутицкий и Коломенский Пимен (Извеков), будущий патриарх Московский и всея Руси. В 1980-е годы рядом с Александро-Невским храмом был построен двухэтажный церковный дом с крестильным храмом в честь преподобного Серафима Саровского. В 1988 году официально был разрешён колокольный звон, но к тому времени на колокольне практически не осталось колоколов. В 1992 году при Александро-Невском храме была открыта воскресная школа, которая действует по сей день.
9 сентября 2011 года по благословению митрополита Крутицкого и Коломенского Ювеналия в Александро-Невский храм была перенесена частица мощей святителя Мелетия Рязанского, который освящал храм в 1897 году. В 2010 году началась полная научная реставрация росписи храма под управлением Л. Ю. Ясновой, заведующей кафедрой реставрации живописи Российской академии живописи, ваяния и зодчества. В 2012 году были отреставрированы иконостасы: по фотографиям начала XX века в иконописной мастерской Мстёры, под руководством С. Н. Сухова, написаны новые иконы для трёх иконостасов храма. 28 февраля 2012 года митрополит Крутицкий и Коломенский Ювеналий совершил освящение новых вызолоченных куполов и крестов, которые 4 марта были установлены на храме.
6 декабря 2012 года, в день памяти святого благоверного великого князя Александра Невского, патриарх Московский и всея Руси Кирилл в Александро-Невском храме возглавил служение Божественной литургии. За литургией была совершена хиротония архимандрита Паисия (Кузнецова) во епископа Яранского и Лузского.
Богослужения совершаются ежедневно. При храме действует воскресная школа, церковная библиотека, православное общество хоругвеносцев. В храме развивается традиция хорового пения.
Статья в Рязанских епархиальных ведомостях № 24 от 15.12.1897 г. об освящении вновь построенного храма:
Торжество освящения Преосвященнейшим Мелетием, Епископом Рязанским и Зарайским новосозданнаго храма в г. Егорьевске в честь св. Благоверного Великого Князя Александра Невского.
В летописях г. Егорьевска навсегда останется отмеченным день 1 октября текущего года, как день знаменательный, в который совершилось великое церковное торжество — освящение новосозданного храма в честь св. Благоверного Великого Князя Александра Невского.
В г. Егорьевске доселе был только один приходской храм — соборный. Мысль о сооружении нового храма возникла ещё в 1879 году по поводу спасения 2 апреля 1879 года драгоценной жизни Государя Императора Александра II от злодейского покушения. Проникнутая такой благодарностью к Всемогущему Царю царей за столь великое благодеяние Божие, Егорьевская Градская Дума постановила ознаменовать этот день величественным памятником — сооружением храма в честь св. Благоверного Князя Александра Невскаго. Изысканы были и средства для приведения в исполнение сего постановления: положено было отчислять известный процент из прибылей от оборотов городского общественного банка, что давало в первые годы до 20000 руб. Закладка храма произведена была в 1882 году. Сначала постройка его шла успешно, но при конце случилось несчастное обстоятельство: храм, возведённый и завершённый куполом, дал трещины в четырёх стенах, на которых лежит купол, и признан опасным, почему работы в нём были совсем приостановлены. По совету архитекторов, под купол подведены были вторые арки, трещины заделаны, и в таком виде храм оставался в течение 5 лет, по прошествии которых, когда трещин более уже не появлялось, приступлено было к окончательной отстройке храма, каковая и закончена в текущем году. Храм построен обширный, величественный совне и благолепный внутри с тремя престолами в ряд. На освящение сего, можно сказать, историческаго храма Владыка и изволил отправиться из Рязани и прибыл в г. Егорьевск в 5 часов пополудни. Граждане давно уже ждали приезда Преосвященного и, стоя почти сплошной толпой по обеим сторонам улицы, по которой пришлось ехать к собору, приветствовали Владыку поклонами. Но главная масса граждан поджидала Владыку около собора и в самом соборе, где он и был встречен торжественно соборным духовенством, городским головою, исправником и другими. По совершении встречного молитвословия и провозглашении обычного многолетия Владыка, благословив всех, отправился в отведенное ему помещение, в доме Н. М. Бардыгина. В 6 ч. пополудни Владыка изволил прибыть в храм и слушать все нощное бден ие. На литургию и величание он изволил выходить сам, а также и помазывать всех освященным елеем. Обширный храм был наполнен молящимися, множество народа стояло даже вне храма. Пели два хора — архиерейский и местный — соборный. Пение было прекрасное. На следующий день, 1 октября, в начале 10-го часа утра началось самое освящение храма — главного престола его в честь св. В. Князя Александра Невскаго. К 9 часам, до прибытия Владыки, сюда пришел крестный ход из собора с св. иконами и многочисленными хоругвями и множеством народа, который, за невозможностью поместиться в храме, занял всю площадь вокруг храма. Вместе с Преосвященным участвовали в освящении храма и затем в служении литургии два архимандрита — Рязанского Спасского монастыря Серафим и Радовицкого — Нестор, два протоиерея — г. Егорьевска А. Светлов и села Алпатье, Зарайского уезда Алексей Тарасьевич Дроздов, и шесть священников — ключарь М. Лебедев, В. Веселкин, Стефан Твердин, Д. Протопопов, Н. Зверев и Н. Светлов. Богослужение было торжественное; особенно крестный ход с св. мощами вокруг освящаемого храма представлял редкое, величественное зрелище. Архиерей в блестящем облачении, нарочито сшитом для этого торжества комиссией построения храма, с св. мощами на голове, осеняемыми рипидами, в предшествии сонма священнослужителей с крестом, евангелием и св. иконами, а по обеим сторонам до 20 хоругвей; трогательное пение певчими положенных на этот случай умилительных ирмосов и тропарей, — все это сильно действовало на религиозное настроение граждан. Усилению впечатления много способствовал прекрасный солнечный день. На площади, вокруг церкви, среди много тысячной толпы, собравшейся не только со всего города, но и из окрестных деревень, находились и раскольники, внимательно следившие за торжеством. По окончании литургии, совершен был молебен св. Благоверному В. Князю Александру Невскому с поминовением о здравии всех благотворителей, оставшихся в живых, способствовавших своими пожертвованиями к созиданию и украшению этого храма, и многолетием Государю Императору, Государыне Императрице, Императрице — Матери, Наследнику и всему Царствующему Дому, Святейшему Синоду, Преосвященнейшему Мелетию и благотворителям храма, а по
умершим благотворителям отслужена была панихида, с возглашением вечной памяти и Императорам — Александру II и Александру III. За литургией посвящён во диакона бывший надзиратель Рязанской духовной семинарии, Петр Алексеевич Дроздов (ред. — сын Благочинного 3-го округа Зарайского уезда Алексея Тарасьевича Дроздова), назначенный во священника к новому храму; а священники: Димитрий Протопопов (Законоучитель Прогимназии), Николай Зверев и Николай Светлов награждены фиолетовыми скуфьями.
Трапеза для всех гостей и почетных граждан предложена была в помещении Городской Думы. Здесь, за столом, при возглашении тоста за здравие Их Императорских Величеств, Градский Голова, Никифор Михайлович Бардыгин, обращаясь ко всем присутствовавшим, сказал несколько слов по по воду настоящего торжества. Он сказал, что этот день, 1 октября, знаменательный для него день и самый счастливый из всех дней, какие выпадали на его долю в жизни. Он счастлив, что ему пришлось закончить то дело, которое пред положено было, по его же инициативе ещё в 1879 году в память спасения Государя Императора Александра II от злодейского покушения 2 апреля, и начато в 1882 году. В завершении этого дела, начатого так давно, оратор видит особенный Промысел Божий, чтобы после стольких лет снова вспомнить дорогое и незабвенное имя Государя Императора Александра II , Государя, каких было мало во всем мире, и запечатлеть эту память о нём на последующие годы и века при освящении храма, чтобы этот памятник послужил и для их взрослых уже детей и потомков видимым примером любви и верности к своим Государям. При этом Н. М. Бардыгин предложил собранию по случаю такого радостного события, как построение храма и освящение его, выразить верно подданнические чувства граждан г. Егорьевска к Государю Императору Николаю Александровичу, внуку Императора Александра II, посылкой телеграммы чрез Рязанскаго Губернатора.
Собрание с восторгом согласилось на предложение Городского Головы, и телеграмма тотчас же была составлена. Тост в честь Государя Императора провозглашён был при восторженных криках «ура» и при исполнении военным оркестром гимна «Боже Царя Храни», который выслушан был стоя. Затем предложены были тосты за Преосвященнейшого Мелетия, Городского Голову Никифора Михайловича Бардыгина, благотворителей и всё духовенство.
В 6 часов вечера того же дня Его Преосвященство изво лил слушать всенощное бдение в соборном храме, а 2 октября, в 9 часов утра, служить литургию в том же соборе. Сослужащими были: о.о. архимандриты — Серафим и Нестор, протоиерей А. Светлов, ключарь священник Мих. Лебедев, свящ. Иоанн Покровский, свящ. Вас. Яковлев, свящ. Мих. Шебалин. За литургией на священника В. Яковлева была возложена скуфья, а на священника М. Шебалина — набедренник; диакон Петр Дроздов посвящён во Священника. Молящихся в соборе как за всенощным бдением, так и за литургией было множество. По окончании всенощной и литургии, Владыка благословил всех, бывших в храме, — каждого поодиночке.

## Священнослужители
Указ Святейшаго Правительствующего Синода, последовавший на имя Его Преосвященства, Преосвященнейшего Мелетия, Епископа Рязанского и Зарайского.
По Указу Его Императорского Величества, Святейший Правительствующий Синод слушали: рапорт Вашего Преосвященства, от 31 ноября сего года за № 13916, коим ходатайствуете а) об открытии самостоятельного прихода, с причтом из двух священников, двух диаконов и двух псаломщиков при Александроневской церкви города Егорьевска и б) об утверждении состава причта Успенского в том же городе собора из девяти членов: протоиерея, трех священников, двух диаконов и трех псаломщиковъ. Приказали: согласно ходатайству Вашего Преосвященства, Святейший Синод определяет: 1) при Александроневской церкви города Егорьевска открыть самостоятельный приход, с причтом из двух священников, двух диако нов и двух псаломщиков и 2) штат причта при Егорьевском Успенском соборе утвердить в девятичленном составе, а именно: одного протоиерея, трех священников, двух диаконов и трех псаломщиков, о чём и уведомить Ваше Преосвященство указом. Декабря 31 дня 1897 года. На подлинном указе последовала резолюция Его Преосвященства, от 7 января 1898 г. за № 50 «На исполнение». Опубликован в 3 номере Рязанских епархиальных ведомостей за 01.02.1898 г.
По данным Исповедной росписи 1905 года, ГАРО: ф.627 оп.164 д.1 (связка 2148)
1. Настоятель, Священник Степан Петрович Твердин, 55 лет.
Жена его Елизавета Гавриловна, 45 лет, (урождённая Дроздова, дочь умершего 08.01.1867 г. Пономаря Соборной Успенской церкви г. Егорьевска Гавриила Тарасьевича Дроздова).
Дети их: Надежда 26 лет,
Михаил 25 лет,
Василий 22 года,
Александр 18 лет,
Алексей 13 лет,
Александра 8 лет,
2. Священник Пётр Алексеевич Дроздов, 34 года
(ред. — сын умершего 06.12.1899 г. Благочинного 3-го округа Зарайского уезда, Настоятеля-Священника Казанской церкви в селе Алпатье, Зарайского уезда, Рязанской губернии — Алексея Тарасьевича Дроздова).
Жена его Александра Васильевна, 27 лет. Дети их: Елизавета — 5 лет,
Нина — 2 года.
3. Диакон Иван Яковлевич Орестов, 42 года.
Жена его Любовь Васильевна, 35 лет. Дети их: Мария — 18 лет,
Ольга — 16 лет,
Сергей — 10 лет,
Клавдия — 7 лет,
Ираида — 4 года.
4. Диакон Василий Тимофеевич Орлов, 56 лет.
Жена его Анна Степановна, 47 лет.
Дети их: Анна — 26 лет,
Сергей — 25 лет,
Михаил — 18 лет,
Пелагея — 11 лет,
Мария — 5 лет.
5. Псаломщик Георгий Васильевич Хламов, 19 лет.
6. Псаломщик Сергей Михайлович Модестов, 28 лет.
Жена его Анфиса Алексеевна, 19 лет. Тёща Мария Васильевна Прусова, 40 лет, вдова.
7. Вдова Диакона Татьяна Васильевна Фелонина, 61 год.
8. Вдова Пономаря Домна Михайловна Дроздова, 65 лет (жена Гавриила Тарасьевича Дроздова, мать Елизаветы Гавриловны Твердиной).